# 26 Волопаса
26 Волопаса (лат. 26 Boötis, HD 127739) — одиночная звезда в созвездии Волопаса на расстоянии приблизительно 188 световых лет (около 57,7 парсеков) от Солнца. Видимая звёздная величина звезды — +5,897m. Возраст звезды определён как около 1,4 млрд лет.

## Характеристики
26 Волопаса — жёлто-белая звезда спектрального класса F2IV, или F3IV, или F0. Масса — около 1,698 солнечной, радиус — около 2,395 солнечных, светимость — около 11,553 солнечных. Эффективная температура — около 6826 K.

## Планетная система
В 2019 году учёными, анализирующими данные проектов HIPPARCOS и Gaia, у звезды обнаружена планета.